# 아달하르투스 (카롤링거)

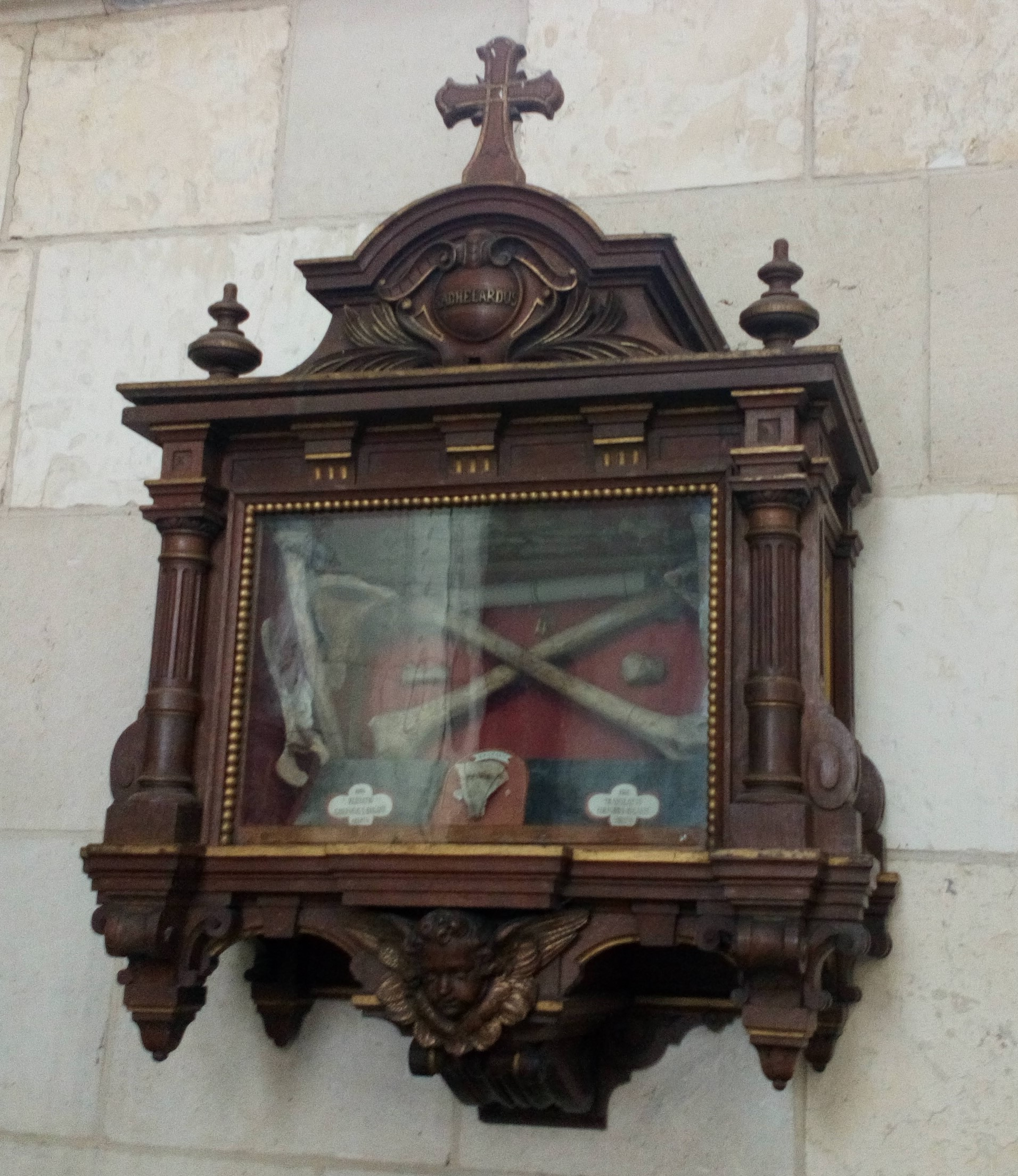
성 아달하르트의 유골, 성 피에르 코르비 대성당

코르비의 성 아달하르투스(Adalhard de Corbie, Adalhardus Corbeiensis, 750년/751년/752년 ~ 826년 1월 2일) 또는 아달라드(Adalard)는 프랑크 왕국의 귀족으로, 카롤링거 왕조 출신이었다. 카를 마르텔의 아들 베른하르트의 아들이었다. 샤를마뉴 대제의 사촌 동생으로 샤를마뉴는 그를 아들 피피노 카를로만의 가정교사로 임명했다.
781년 샤를마뉴 대제의 아들 피피노 카를로만이 롬바르디아의 왕이 되자, 그의 자문관이자 총리로 이탈리아에 파견되었다. 818년 이탈리아왕 베른하르트 1세가 경건왕 루트비히를 상대로 반란을 일으켰다가 실패하자 추방되었으나, 821년 10월 티옹빌의 제국 의회에서 석방되었다. 1024년 교황 요한 14세에 의해 성인으로 시성되었다.

## 생애
750년 혹은 751년/752년에 휘세(Huise)에서 태어났으며, 카를 마르텔의 아들 혹은 서자로 카를 대제 때 군부 대신을 지낸 베른하르트의 아들이었다. 그의 어머니는 베른하르트 백작의 첫 부인인 프랑크 족 출신 여성이었으나 이름이 전하지 않는다. 이복 형제인 왈라는 베른하르트의 작센 족 출신 여성의 아들이었으나, 역시 생모의 이름은 전하지 않는다. 카롤루스 대제, 카를로마누스는 그의 사촌 형제들이 된다. 그의 조카딸은 다시 카를 대제의 아들 피피노 카를로만과 결혼했고, 그는 피피노 카를로만이 죽자 그의 아들 베른하르트 1세의 보호자이자 자문관의 한 사람이 되었다.
아달하르트는 어린 시절 카를 대제의 팔라티노 궁정학교에서 교육을 받고 자랐으며, 유년 시절에는 궁정의 백작으로도 임명되어 활동했다. 생 캉탱 백작이었던 그는 아버지 베른하르트로부터 상속받은 브라반트와 리에주의 큰 대지를 후일 코르비 수도원에 기증한다. 20세에 그는 피카르디의 코르비에 보내져 승려가되었다. 그는 662년 클로비스 2세의 왕후 성 바틸드가 세웠다는 수도원으로 배정되었다.
그는 772년경 남부 이탈리아의 베네벤토에서 성품성사를 받고, 로마 가톨릭 사제가 되었다. 그는 게르만어, 라틴어, 로마어에 두루 능했고, 후일 샤를마뉴는 그를 자신의 아들 피피노 카를로만의 가정교사로 임명했다.
그밖에도 그는 샤를마뉴 대제의 작센 족 원정과 사라센 인 원정에 일부 참여하였다. 781년에는 이탈리아에 파견된 이래 781년에서 814년까지 그는 이탈리아에 체류하고 있었다. 781년 그는 샤를마뉴에 의해 어린 아들 피피노 카를로만의 자문으로, 이탈리아의 섭정직에 임명했다. 805년까지 그는 코르비와 파비아를 오가면서 활동했고, 796년 피피노 카를로만이 친정을 선언하자, 피피노의 자문관이 되었다. 그는 고등 법관이자 행정자문관으로서 피피노 카를로만의 각종 군사 계획에 관한 회의에 수시로 참석하였다. 드 오딘 팔라티니(De ordine palatinii)는 당시 그와 피피노 카를로만의 군사 전략에 대한 내용을 기록하고 있다.
810년 피피노 카를로만이 밀라노에서 죽을 때, 아달하르트에게 10대의 어린 아들 베른하르트의 미래를 부탁하고 죽었다. 812년 하순에는 샤를마뉴 대제에 의해 베른하르트 1세의 가정교사에 임명되었다. 814년 즉위한 경건왕 루트비히는 부왕 샤를마뉴의 자문관들을 모두 해산시켰고, 이때 그도 노이르몽티에 수도원으로 추방되었다. 818년 이탈리아왕 베른하르트 1세가 황제인 경건왕 루트비히의 제국 상속령에 반발하여 반란을 일으켰다가 실패, 체포당한 뒤 장님이 되는 형벌을 받고 죽었다. 이때 경건왕 루트비히는 베른하르트의 자문관이자 그를 동정하던 아달하르트 역시 의심하였다.
베른하르트 1세의 반란 사건 실패 이후, 그는 경건왕 루트비히에 의해 유형을 선고받고 멀리 있는 섬으로 추방되었다. 821년 10월 중순 티옹빌의 제국 의회에서 베른하르트 1세의 추종자들을 사면할 때 그도 왈라(Wala) 주교와 함께 사면받고, 추방령에서 해제되었다. 그러나 그해 아나이네의 베네틱드(Benedict of Aniane)의 죽음으로 그는 아헨으로 돌아가지 않았다.
821년 코르비(Corbie)의 대 수도원장, 822년 베스트팔렌의 코르베이(Corvey) 대 수도원의 원장이 되었다. 그밖에도 그는 누와르무흐티에(Noirmoutier)의 수도사로도 재직했다. 아달하르트가 서명한 문서는 맥주 양조에 홉을 계산하는 것을 언급 한 가장 오래된 문서이기도 하다.
이후 그는 형제인 왈라와 함께 수도원을 설립하였다. 822년 아달하르트는 형제인 왈라와 함께 베스트팔렌에 성 코르비 수도원(네우 코르비에)를 설립했고, 브론스위크공작령이며 파더보른 주교관구의 감독을 받는 교회였다. 이 수도원은 후일 레겐스부르크에서 22명의 주교가 착좌하는 대수도원급으로 성장한다. 작센에 설립된 코르비 수도원의 원장에는 이복형제 왈라가 임명되었다.
824년 경건왕 루트비히는 그를 왕실의 수석 고문으로 임명했다.

## 사후
그가 있던 코르비 대수도원장직은 이복 형제 왈라에게 계승되었다. 그의 유골은 코르비의 성 피에르 수도원에 보관되고 있다.
1024년 교황 요한 14세에 의해 성인으로 시성되었다.
아달하르트는 프랑스의 라인강 하류지역 성당과 마을의 수호 성인으로 추모된다.
2019년 9월부터 그의 유골은 코르비 시에서 공개되었다.

## 기타
그는 Vita sancti Adalhardi의 저자라는 설도 있다.

## 같이 보기
- 카롤링거 르네상스

## 참고 자료
- Adalhardus abbas Corbeiensis im Repertorium „Geschichtsquellen des deutschen Mittelalters“
- Friedrich Wilhelm Bautz: Adalhard. In: Biographisch-Bibliographisches Kirchenlexikon (BBKL). Band 1, Bautz, Hamm 1975. 2., unveränderte Auflage Hamm 1990, ISBN 3-88309-013-1, Sp. 29.
- Philippe Depreux: Prosopographie de l’entourage de Louis le Pieux (781–840) (=Instrumenta 1). Thorbecke, Sigmaringen 1997. ISBN 978-3-7995-7265-1
- Brigitte Kasten: Adalhard von Corbie. Die Biographie eines karolingischen Politikers und Klostervorstehers. Droste, Düsseldorf 1986. ISBN 3-7700-0803-0
- Paul Lehmann: Adalhard. In: Neue Deutsche Biographie (NDB). Band 1, Duncker & Humblot, Berlin 1953, ISBN 3-428-00182-6, S. 48 f. (Digitalisat).
- Wilhelm Wattenbach: Adelhard, Abt von Corbie. In: Allgemeine Deutsche Biographie (ADB). Band 1, Duncker & Humblot, Leipzig 1875, S. 74.